# The Duke (Film)
The Duke ist ein Film von Roger Michell, der am 4. September 2020 bei den Internationalen Filmfestspielen von Venedig im Wettbewerb außer Konkurrenz erstmals gezeigt wurde. Der Film erzählt die wahre Geschichte von Kempton Bunton, der 1961 Francisco Goyas Gemälde „Porträt des Herzogs von Wellington“ aus der National Gallery in London gestohlen hatte und hierfür von der Regierung Geld für wohltätige Zwecke forderte.

## Handlung
Der 60-jährige Taxifahrer Kempton Bunton lebt mit seiner Frau Dorothy und den beiden Söhnen Jackie und Kenny in Newcastle. Dorothy arbeitet als Haushaltshilfe für Miss Gowling, die in feinsten Kreisen verkehrt. Obwohl Bunton die ganze Technik vom Fernsehgerät der Familie entfernt hat, die notwendig ist, den öffentlich-rechtlichen Sender zu empfangen, soll er Fernsehlizenzgebühr zahlen, doch er würde lieber ins Gefängnis gehen, statt dies zu tun. Er ist ein Verfechter des Rechts für arme Menschen, das öffentliche Fernsehen kostenlos empfangen zu können. So klettert er mit dem Megaphon in der Hand auf seine Seifenkiste, unterstützt von seinem Sohn Jackie, um diese Forderung kundzutun. Letztlich kostet ihn sein Engagement seinen Job. Als großer Fan von Tschechow schreibt Kempton Bunton seit Jahren an die BBC und nutzt sein Schreiben als Therapie, um den Tod seiner Tochter Marian zu verarbeiten. Marian war erst 18 Jahre alt war, als sie mit einem Fahrrad tödlich verunglückte, das sie von ihm bekommen hatte. Er gibt sich daher die Schuld an ihrem Tod, während Dorothy versucht, sich nicht zu sehr in ihrer Trauer zu verrennen. Daher haben sich die beiden im Laufe der Jahre auseinander gelebt.
Als Kempton Bunton im Jahr 1961 in den Nachrichten hört, dass die National Gallery gerade 140.000 Pfund an öffentlichen Geldern ausgegeben hat, um Francisco de Goyas Porträt des Herzogs von Wellington im Museum zu halten, beginnt er ohne Dorothys Wissen einen Plan auszuarbeiten. Er will sich das Gemälde „ausleihen“, um seiner Forderung nach einer Befreiung armer und älterer Menschen von der Fernsehlizenzgebühr Nachdruck zu verleihen.  Nach getaner Arbeit hilft ihm Jackie, das Bild in einem Schrank in ihrem Haus zu verstecken. In seiner Lösegeldforderung, die er aus der Nachbarstadt verschickt, schreibt er, unter welchen Bedingungen er das Gemälde zurückgeben wird. Scotland Yard und das Innenministerium verdächtigen „die Italiener“, kommen aber dem wahren Dieb erstmal nicht auf die Schliche.
Nachdem Bunton schließlich das Gemälde persönlich zurückbringt und vor Gericht gestellt wird, bekommt er endlich die Bühne, nach der er sich sein ganzes Leben lang gesehnt hat, und sogar der Daily Mirror schreibt über den Fall.

## Biografisches

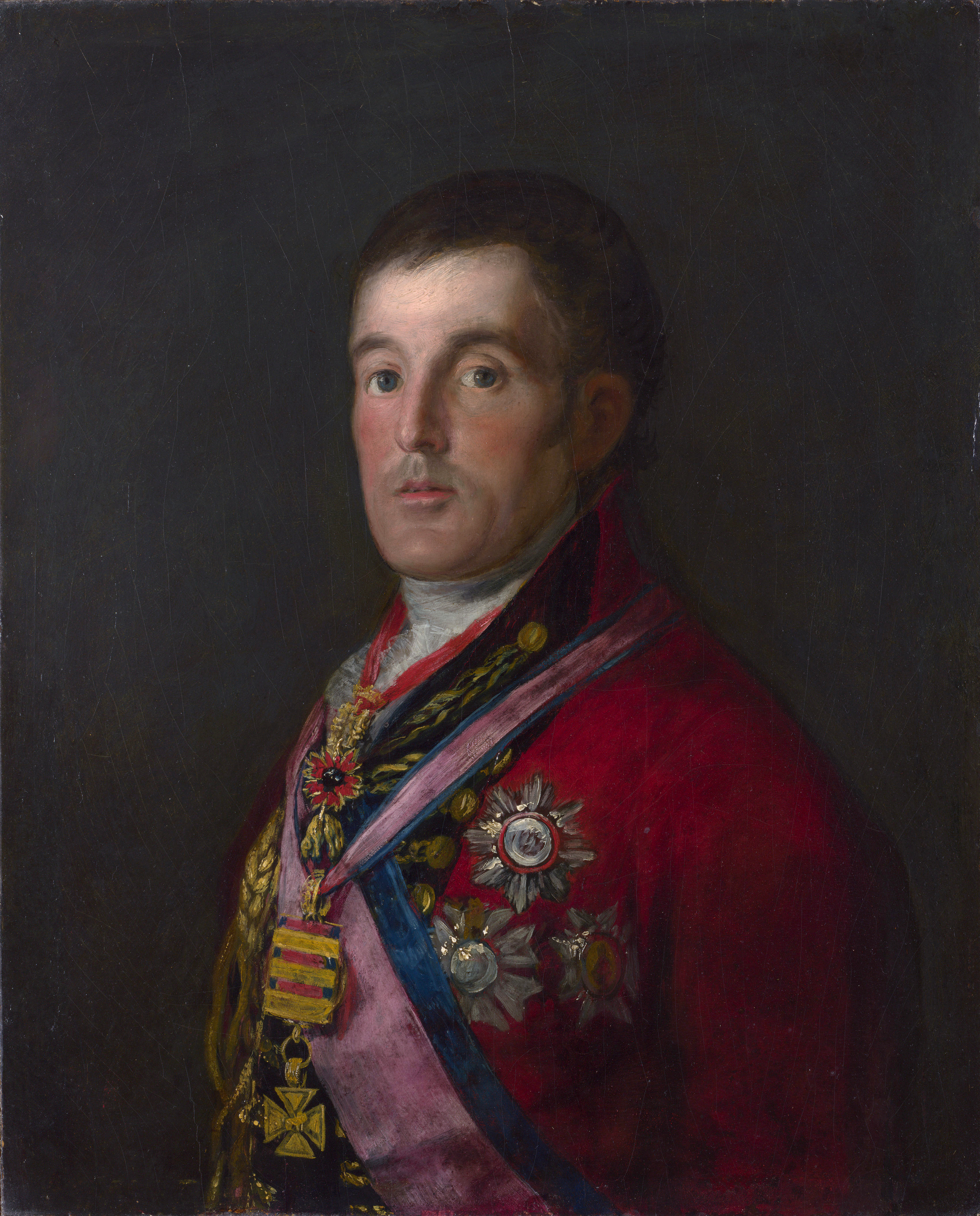
Kempton Bunton stahl Francisco de Goyas Porträt des Duke of Wellington

Kempton Bunton, der Francisco Goyas Gemälde „Porträt des Herzogs von Wellington“ aus der National Gallery in London gestohlen hatte, verdiente 1961 als ehemaliger LKW-Fahrer rund 8 Pfund pro Woche. In diesem Jahr kaufte der wohlhabende US-amerikanische Kunstsammler Charles Bierer Wrightsman, der sein Geld im Ölgeschäft verdiente, Goyas Porträt des Herzogs von Wellington für 140.000 Pfund und wollte dieses in die Vereinigten Staaten bringen. Die britische Regierung beschloss, das Gemälde für dieselbe Summe zu kaufen, um zu verhindern, dass das Gemälde Großbritannien verlässt. Nach eigenen Angaben erfuhr Bunton aus Gesprächen mit Museumsmitarbeitern, dass das ausgeklügelte elektronische Alarm- und Sicherheitssystem der National Gallery in den frühen Morgenstunden während der Reinigungsarbeiten deaktiviert wird. So sei er am frühen Morgen des 21. August 1961 durch ein Fenster in einer Toilette in das Museum gelangt und habe durch selbiges das Gemälde hinausgebracht.
Zunächst ging die Polizei davon aus, dass ein erfahrener Kunstdieb für die Tat verantwortlich war. Bei der Nachrichtenagentur Reuters ging jedoch ein Brief ein, in dem eine Spende von 140.000 Pfund für wohltätige Zwecke, konkret zur Bezahlung der Fernsehgebühren ärmerer Menschen, gefordert wurde. Hiernach werde das Gemälde zurückgeben werden. Auf diese Forderung war man nicht eingegangen. Im Jahr 1965, vier Jahre nach dem Diebstahl, kontaktierte Bunton eine Zeitung und gab das Gemälde über die Gepäckaufbewahrung am Bahnhof Birmingham New Street freiwillig zurück. Sechs Wochen später stellte er sich der Polizei, die seinem Geständnis keinen Glauben schenkte, da es unwahrscheinlich schien, dass ein 61-jähriger, übergewichtiger Rentner den Diebstahl ausgeführt haben konnte. Während des anschließenden Prozesses verurteilte ihn das Gericht lediglich wegen Diebstahls des Rahmens, der nicht zurückgegeben worden war. Buntons Verteidigungsteam, angeführt von Jeremy Hutchinson, konnte glaubhaft machen, dass Bunton das Gemälde niemals behalten wollte, was bedeutete, dass er nicht wegen Diebstahls verurteilt werden konnte. Bunton wurde zu drei Monaten Gefängnis verurteilt. Als direkte Folge des Falls kam es 1968 zu einer Gesetzesänderung, die es unter Strafe stellte, öffentlich ausgestellte Gegenstände ohne Genehmigung zu entfernen. Bunton starb 1976 in Newcastle upon Tyne.
Im Jahr 2012 veröffentlichte das National Archiv eine vertrauliche Akte des Vorsitzenden der Staatsanwaltschaft, in der Buntons Sohn John den Diebstahl ebenfalls gestand, er wurde jedoch nicht weiter strafrechtlich verfolgt.

## Produktion
Regie führte Roger Michell, das Drehbuch schrieben Richard Bean und Clive Coleman. Michell starb im September 2021 im Alter von 65 Jahren und damit zur gleichen Zeit, als sein Film in die US-Kinos kam.
Jim Broadbent übernahm die Hauptrolle von Kempton Bunton, Helen Mirren spielt Lilya Frances, und Fionn Whitehead ist in der Rolle von Jackie Bunton zu sehen. Die Kostüme entwarf Dinah Collin.

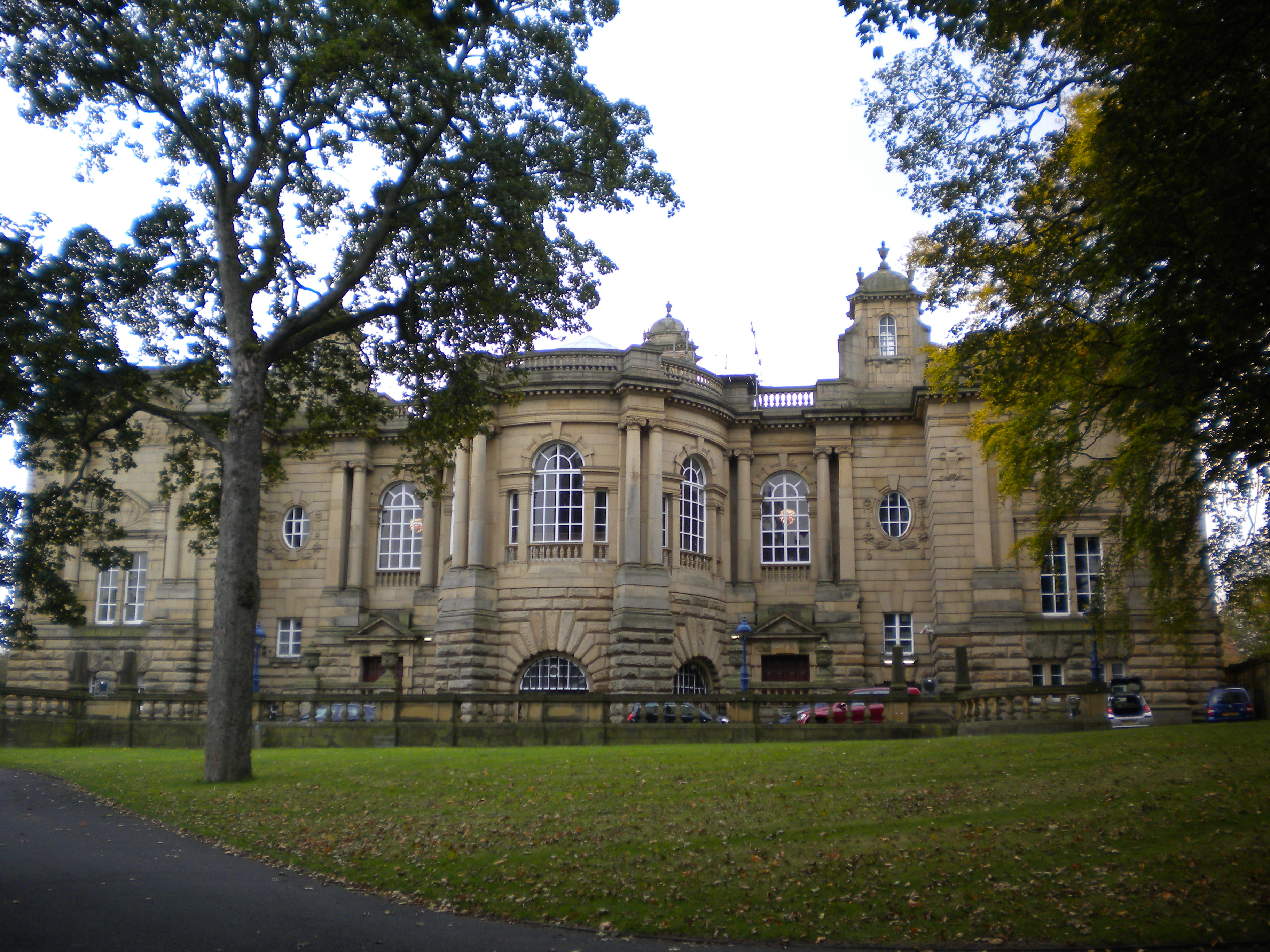
Einer der Drehorte: die Cartwright Hall in Manningham bei Bradford

Die Dreharbeiten begannen im Januar 2020. Gedreht wurde im Hyde Park in Leeds und im Lister Park in Manningham, einem Vorort von Bradford in West Yorkshire und der dortigen Cartwright Hall. Weitere Aufnahmen entstanden in London. Als Kameramann fungierte Mike Eley.
Die Filmmusik komponierte George Fenton. Das Soundtrack-Album mit 15 Musikstücken soll am 25. Februar 2022 von MovieScore Media als Download veröffentlicht werden.
Eine erste Vorstellung erfolgte am 4. September 2020 bei den Internationalen Filmfestspielen von Venedig, wo er im Wettbewerb außer Konkurrenz gezeigt wird. Im Vorfeld der Filmfestspiele von Venedig sicherte sich Pathé International die Rechte am Film. Anfang September 2021 wurde er beim Telluride Film Festival gezeigt. Am 17. September 2021 erfolgte der Start in ausgewählten US-Kinos. Ein erneuter Start folgte dort am 22. April 2022. Im Mai 2022 wird er als Abschlussfilm des Prague International Film Festival (Febiofest) gezeigt.

## Rezeption
In den USA erhielt der Film von der MPAA ein R-Rating, was einer Freigabe ab 17 Jahren entspricht.
Der Film wurde von 97 Prozent der bei Rotten Tomatoes erfassten Kritiker positiv bewertet mit durchschnittlich 7,5 von 10 möglichen Punkten, womit er aus den 23. Annual Golden Tomato Awards als Zweitplatzierter unter den Filmkomödien des Jahres 2022 hervorging. Bei Metacritic erhielt der Film einen Metascore von 74 von 100 möglichen Punkten.